# Villers-aux-Bois

Villers-aux-Bois este o comună în departamentul Marne, Franța. În 2009 avea o populație de 276 de locuitori.